# Metoda gumowej kaczuszki

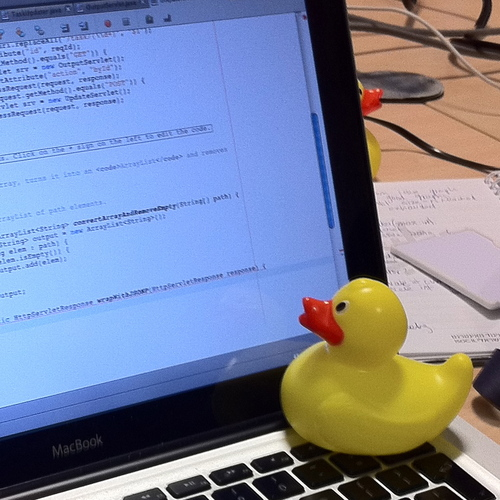
Gumowa kaczuszka pomagająca znaleźć błędy w kodzie

Metoda gumowej kaczuszki – nieformalny sposób debugowania kodu. Metoda polega na tym, że programista, próbując znaleźć błędy w kodzie (inspekcja kodu), trzyma w pobliżu gumową kaczuszkę lub inny przedmiot nieożywiony. Linia po linii, programista tłumaczy kaczuszce lub innemu obiektowi przewidywane funkcje każdego segmentu kodu – podczas sprawdzania powinny wyjść na jaw błędy stworzonej aplikacji.
Metoda jest wersją  metody „myślenia na głos”, procedury uznanej za skuteczny sposób na przyspieszenie rozwiązywania problemów.